# SN 1999ak
SN 1999ak – supernowa typu Ia odkryta 17 lutego 1999 roku w galaktyce A110652-1139. W momencie odkrycia miała maksymalną jasność 18,70m.